# Zemské volby na Moravě a ve Slezsku 1946
Volby do Zemského národního výboru Země Moravskoslezské se uskutečnily 12. června 1946, kdy byly stranám přiděleny mandáty podle volebního výsledku ve volbách do Ústavodárného národního shromáždění 26. května téhož roku. Zároveň byli určeni členové slezské expozitury moravskoslezského národního výboru. Volby s omezenou politickou soutěží v rámci systému Národní fronty vyhrála Komunistická strana Československa následovaná Československou stranou lidovou.
Jednalo se o první zemské volby po druhé světové válce, kdy byla zemská zastupitelstva přeměněna na zemské národní výbory, a poslední zemské volby před zrušením samosprávných zemí 31. prosince 1948.

## Průběh voleb a volební systém

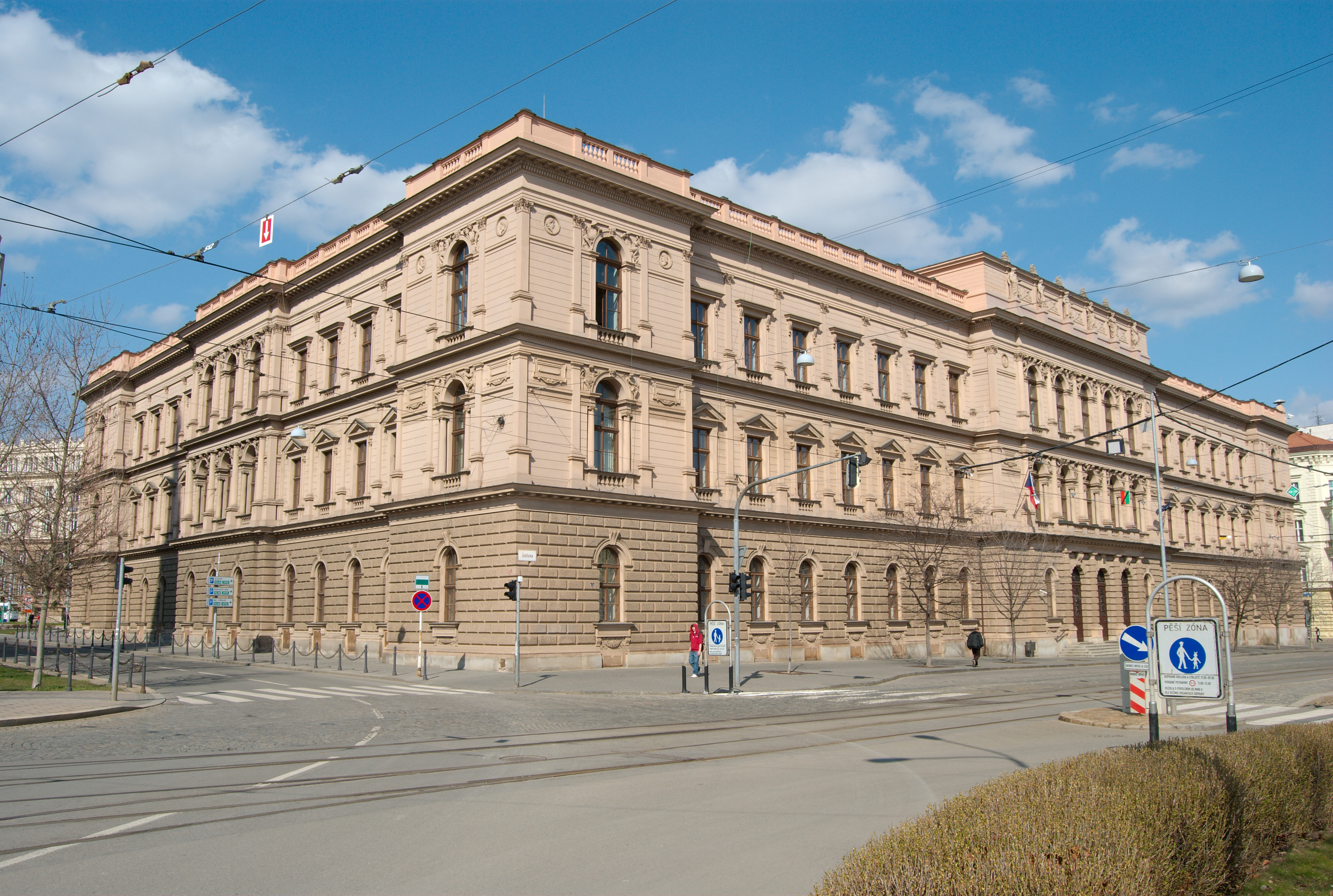
Zemská sněmovna v Brně, sídlo Moravskoslezského zemského národního výboru

Za hlasování do národních výborů bylo považováno hlasování do Ústavodárného národního shromáždění z 26. května 1946. Podle těchto výsledků bylo určeno nové složení národních výborů na všech úrovních (tj. místní, okresní a zemské). Vlastní volbu do Zemského národního výboru země Moravskoslezské provedl volební výbor v Brně dne 12. června 1946 (kandidátky do ZNV měly strany podat do 11. června). Mandáty byly jednotlivým subjektům přiděleny pomocí Hagenbach-Bischoffovy kvóty.
V rámci moravskoslezského ZNV také fungovala expozitura v Moravské Ostravě, spravující oblast Slezska. Expozituře příslušelo 19 poslanců ZNV a byly pro ni podány samostatné kandidátní listiny.
Oproti původnímu moravskoslezskému zemskému zastupitelstvu se zvýšil počet členů ze 60 na 80.

## Výsledky

### Celkové výsledky
|                            |                                             |           |       |         |         |
| Strana                     | Strana                                      | Hlasy     | Hlasy | Mandáty | Mandáty |
| Strana                     | Strana                                      | Počet     | %     | Počet   | ±       |
|                            | Komunistická strana Československa          | 663 845   | 34,5  | 28      | +25     |
|                            | Československá strana lidová                | 531 005   | 27,6  | 22      | +11     |
|                            | Československá strana národně socialistická | 400 555   | 20,8  | 17      | +11     |
|                            | Československá sociální demokracie          | 322 509   | 16,7  | 13      | +4      |
| Bílé lístky/neplatné hlasy | Bílé lístky/neplatné hlasy                  | 8 484     | 0,4   | –       | –       |
| Celkem                     | Celkem                                      | 1 926 398 | 100   | 80      | +20     |
| Voliči v seznamu/účast     |                                             |           |       |         |         |
| Zdroj:                     |                                             |           |       |         |         |

### Rozdělení mandátů pro slezskou expozituru
| Strana | Strana                                      | Mandáty            | Mandáty |
| Strana | Strana                                      | Slezská expozitura | Morava  |
| ------ | ------------------------------------------- | ------------------ | ------- |
|        | Komunistická strana Československa          | 7/19               | 21/61   |
|        | Československá strana lidová                | 4/19               | 18/61   |
|        | Československá strana národně socialistická | 4/19               | 13/61   |
|        | Československá sociální demokracie          | 4/19               | 9/61    |
| Zdroj: |                                             |                    |         |

## Po volbách
Ustavující schůze ZNV se konala dne 31. července 1946 v budově bývalé Zemské sněmovny v Brně. Složení vedení bylo dohodnuto a zvoleno aklamací: předsedou ZNV František Píšek (KSČ), 1. náměstkem Karel Fanfrdla (ČSL), 2. náměstkem František Loubal (ČSNS) a 3. náměstkem Stanislav Šulc (politik) (ČSSD). Předsedou slezské expozitury byl zvolen Václav Chamrád (KSČ), 1. místopředsedou Jan Topinka (ČSSD), 2. místopředsedou Jaroslav Špunda (ČSL) a 3. místopředsedou Antonín Dobeš (ČSNS).